# 444414 Mikehankey
444414 Mikehankey este o planetă minoră (asteroid) din Outer Main Belt⁠(d). A fost descoperită pe 29 decembrie 2005 la Mount Lemmon⁠(d) de Mount Lemmon Survey⁠(d). 
Obiectul prezintă o orbită caracterizată de o semiaxă mare de 3,2104341337982 UAi, o excentricitate de 0,09434507123442, o înclinație de 14,495750808218 ° în raport cu ecliptica.